# اسمیث فیلد (استرالیای جنوبی)
اسمیث فیلد (به انگلیسی: Smithfield) یک حومه شهر در استرالیا است که در استرالیای جنوبی واقع شده‌است.